# Carlos Carbonell y Morand
Carlos Carbonell y Morand (Alcoi, 2 de setembre del 1856 – Còrdova, 11 de febrer del 1917) va ser un empresari valencià establert a Andalusia que impulsà decisivament l'empresa oleïcola Carbonell.

## Biografia
Quan tenia 10 anys, la seva família es trasllada a Còrdova, on el seu pare, l'important financer alcoià Antoni Carbonell Llàcer, es feu càrrec de la Recaptació de Contribucions; al juliol d'aquest mateix any, també funda l'empresa "Carbonell", dedicada a la comercialització d'oli d'oliva. Carles Carbonell estudià al col·legi de Carrión de los Condes i va fer el batxillerat a l'Institut de Màlaga fins que als 14 anys va tornar a Còrdova. Més endavant, va estudiar dret a la Universidad Libre de Còrdova quan tenia uns trenta anys; i en un període indeterminat estudià a l'Escola de Comerç de Marsella.
Carlos Carbonell entrà a l'empresa familiar l'any 1874, i quan en tenia 22 hagué de succeir el seu pare -que acabava de traspassar- en la direcció. En l'any 1888 guanyà el concurs internacional convocat per l'Armada britànica per al subministrament de la flota, i conservà la concessió durant més de trenta anys. La gestió d'en Carlos Carbonell, i la capacitat que tingué per implicar tota la família, fins a tres generacions, en l'empresa familiar, van fer que a començaments del segle xx "Carbonell" fos una de les empreses de transformació de productes agrícoles més importants d'Espanya, i la primera exportadora exportadora espanyola d'oli. Regí l'empresa fins a la mort.
Impulsà nombroses obres en pro de Còrdova i Andalusia, fundà la Cambra de Comerç de la ciutat, promogué la construcció de l'embassament de Guadalmellato, impulsà el ferrocarril de Puertollano, l'Empresa d'electricitat de Casillas i la Farinera de Santa Càndida. Va ser elegit diputat tres vegades, i una quarta en fou nomenat per reial ordre. En memòria seva, Còrdova li dedicà un carrer.
El seu oncle Joaquín Carbonell Llàcer, (Alcoi, 1829 – Còrdova, 1894) va ser intendent General d'Hisenda a les Illes Filipines, secretari general de Cuba i president del Tribunal Suprem de Comptes de Cuba. El seu germà, Josep Carbonell Morand, (Alcoi, 1861 – Madrid, 1922) va ser un enginyer autor del projecte de ferrocarril directe de Madrid a València, el de la Vila Joiosa a Dénia i el d'Alacant a la Vila Joiosa.